# La Virgen y el Niño en un nicho
La Virgen y el Niño en un nicho es una pintura elaborada por el artista florentino Sandro Botticelli y su taller. Está realizada en temple y óleo sobre tabla y fue realizada en el año de 1477.

## Análisis de la obra
En esta obra, Sandro Botticelli toma como modelo a Simonetta Cattaneo. En el fondo, se observa un nicho compuesto por arcos abocinados, uno de los cuales se encuentra decorado con una serie de serafines. Más cercano al espectador se encuentra la Virgen María, con un leve escorzo, eliminando la figura hierática de María, cargando al niño Jesús. Porta un vestido rojo y la cubre una cala de color verde con detalles dorados. El Niño porta sencillas vestiduras, pero destaca por sostener con su mano izquierda un ave, un jilguero que parece a punto de volar, referente iconográfico a la Pasión de Cristo. Ambos portan sobre sus cabezas una aureola, solo que en la del niño se observa una cruz.
Uno de los detalles que más llaman la atención de esta pintura es la dulzura que transmite el rostro de la Virgen María.

## Contexto histórico
Con motivo de la alianza entre Milán, Venecia y Florencia, se organizó el 28 de enero de 1475 una justa, La Giostra o Torneo di Giuliano. Esta festividad coincidió con el cumpleaños de Simonetta Cattaneo, hija de Cattocchia Spinola de Candia y Gaspare Cattaneo Della Volta, la cual fue modelo en muchas de las obras de Botticelli. Después de este evento, el pintor y su taller emprendieron la elaboración de dicha pintura. Simonetta muere meses después a causa de tuberculosis, siendo esta pintura una de las pocas realizadas en vida de la modelo.

## Identificación de la pintura
Durante mucho tiempo se desligó a La Virgen dentro del repertorio de Sandro Botticelli, sin embargo en 2009, Luciano Bellosi sumó al corpus de obras a esta pintura, junto con un tondo en Denver.